# Tortula wilhelmii
Tortula wilhelmii là một loài rêu trong họ Pottiaceae. Loài này được (Müll. Hal.) Watts & Whitel. mô tả khoa học đầu tiên năm 1902.